# Tove Birkelund
Tove Birkelund (Nordby, 28 november 1928 - Gentofte, 24 juni 1986) was een Deense geoloog die gespecialiseerd was in geochronologie.
Zij wordt internationaal herinnerd vanwege haar onderzoek naar de fossielen van uitgestorven inktvisachtige soorten, waaronder belemnieten en ammonieten, die ze onderzocht in Denemarken, Groenland en verschillende andere landen. Ze speelde een leidende rol in de Deense onderzoekgemeenschap en was lid van de Deense Onderzoekraad voor Natuurwetenschappen en van de Carlsberg Foundation. Van 1966 tot 1986 was Birkelund hoogleraar historische geografie aan het Geologisch Instituut van de Universiteit van Kopenhagen.
- Bibliothèque nationale de France: cb12367285n (data)
- Gemeinsame Normdatei: 1262795559
- International Standard Name Identifier: 0000 0000 6686 9324
- Library of Congress Control Number: n81118977
- Nationale Bibliotheek van Tsjechië: mzk20201096216
- Nationale Bibliotheek van Israël: 987007280645605171
- Nederlandse Thesaurus van Auteursnamen: 097216968
- Système universitaire de documentation: 153263024
- Virtual International Authority File: 35585058
- WorldCat: E39PBJvcXYKq3BGf98TrgxfDv3